# Rayanne Khemais
Rayanne Khemais, né le 7 avril 1998 à Nîmes, est un footballeur franco-tunisien. Il évolue au poste de défenseur central avec l'Olympique d'Alès en National 2.

## Biographie
Rayanne Khemais prend sa première licence à l'âge de cinq ans, au Gallia Club Uchaud, dans le Gard. Il prend ensuite à l'âge de sept ans la direction du Nîmes Olympique. Il y joue successivement avec toutes les catégories.
Après une blessure au genou, il revient en fin de saison après cinq mois loin des terrains, retrouve une place de titulaire en équipe réserve pour les quatre derniers matchs et participe à la montée nîmoise en National 2, dans le sillage de l'équipe première en Ligue 1, un groupe qu'il côtoie lors de la préparation estivale précédente.
Bien qu'il soit passé dans toutes les catégories du Nîmes Olympique, où il est capitaine de l'équipe réserve à seulement 18 ans, il reçoit plus tard une offre du Stade tunisien qui évolue en première division du championnat de Tunisie, il y signe un contrat professionnel pour cinq saisons en novembre 2018. Arrivé en cours de saison, il prend vite ses repères et s'installe en tant que titulaire.
En août 2022, il rejoint le Royal Excelsior Virton.

## Statistiques
Le tableau ci-dessous retrace la carrière de Rayanne Khemais depuis ses débuts professionnels :
| Saison                | Club                  | Championnat           | Championnat | Championnat | Coupe(s) nationale(s) | Coupe(s) nationale(s) | Total | Total |
| Saison                | Club                  | Division              | M.          | B.          | M.                    | B.                    | M.    | B.    |
| 2018-2019             | Stade tunisien        | Ligue I Pro           | 12          | 0           | 2                     | 0                     | 14    | 0     |
| 2019-2020             | Stade tunisien        | Ligue I Pro           | 5           | 0           | 2                     | 0                     | 7     | 0     |
| 2020-2021             | Stade tunisien        | Ligue I Pro           | 12          | 0           | -                     | -                     | 12    | 0     |
| Sous-total            | Sous-total            | Sous-total            | 29          | 0           | 4                     | 0                     | 33    | 0     |
| 2022-2023             | RE Virton             | Division 1B           | 17          | 0           | -                     | -                     | 17    | 0     |
| Sous-total            | Sous-total            | Sous-total            | 17          | 0           | -                     | -                     | 17    | 0     |
| Total sur la carrière | Total sur la carrière | Total sur la carrière | 46          | 0           | 4                     | 0                     | 50    | 0     |